# Teodul Sinadè
Teodul Sinadè (grec medieval: Θεοδούλος Συναδηνός, Theodúlos Sinadinós) fou un aristòcrata romà d'Orient del segle xi, cunyat de l'emperador Nicèfor III Botaniates.
Era un plançó de la família noble dels Sinadens, que tenia el feu ancestral a la ciutat de Sínnada, al tema dels Anatòlics. La seva muller fou una germana de nom desconegut de l'emperador Nicèfor III Botaniates. Després de l'adveniment d'aquest últim al tron el 1078, Teodul potser rebé la prestigiosa dignitat de nobilíssim, com suggereix una bul·la conservada a l'Hermitage. Anteriorment ja li havia estat concedit el títol de vestarca, tal com ho documenta un segell del període 1060-1070.
Teodul i la germana de Botaniates tingueren com a mínim una filla, i un fill, Nicèfor, que caigué en combat contra els normands en la batalla de Dirràquion el 1081. La Crònica de Joan Escilitzes diu que la filla fou casada amb el rei d'Hongria, presumptament Géza I, i que el casament fou negociat per l'emperador Nicèfor Botaniates. En l'Alexíada, Anna Comnena diu que Nicèfor Sinadè fou designat durant un breu temps successor de Nicèfor III, que no tenia fills propis.